# Närå damm
Närå damm är en sjö i Varbergs kommun i Västergötland och ingår i Viskans huvudavrinningsområde.